# Pirates Comics
Pirates Comics est une éphémère revue de Hillman publiée en 1950 et centrée sur les histoires de pirates.

## Historique
Hillman Periodicals est un éditeur secondaire de comics actif de 1940 à 1953. Sa bande la plus connue reste bien sûr Airboy (110 numéros de 1941 à 1953 sous les titres Airfigther puis Airboy), mais d’autres magazines ne manquaient ni de charme, ni d’intérêt comme Clue Comics/Real Clue Crime Comics (87 numéros de 1943 à 1953).
Pirates Comics est, dans son genre, une revue plutôt bien conçue qui fait penser à Buccaneers une autre revue de pirates parue au même moment. Les 52 pages du journal offrent 5 bandes d’aventures et une bande d’humour (à partir du #2 toutefois) ainsi qu’une courte nouvelle. Sur ces 5 histoires on note seulement deux héros récurrents : Alpha, l’esclave dont les aventures se déroulent dans la Rome antique au tout début de notre ère et Philip Ashton, un jeune garçon dont la saga se situe des côtes marocaines sur l’Atlantique à celles de la Méditerranée. Dans ce cas, les pirates sont les fameux et redoutables barbaresques.
Enfin les Vikings apparaissent à chaque numéro non pas avec un héros récurrent, mais avec toujours cet arrière fond, assez peu historique, de casques à cornes et de brutes sanguinaires. Ainsi donc, trois bandes dans 3 contextes et trois époques différentes, susceptibles d’attirer de multiples lecteurs.

À ces rendez-vous, il convient donc d’ajouter deux histoires supplémentaires, basées sur les fameux pirates du Nouveau Monde et de tout le folklore qui va avec. Pour clore le tout, cinq histoires porteront le sous-titre de based on a true story sans qu’il soit réellement possible de mesurer aussi bien la fidélité que la véracité de l’histoire.

## Publications

### #1 (Février 1950)
1.	The Sea Witch – 9 planches (Dessins : Mike Suchorsky)
2.	Alpha the Slave Pirate – 9 planches (Scénario : Jack Oleck / Dessins : Mike Suchorsky)
3.	Captain Roberts Boy Pirate – 8 planches (Dessins : Jon Small)
4.	The Viking Terror – 9 planches. Prétendument basé sur des évènements réels.
5.	Philip Ashton Boy Pirate Fighter of the Old World – 9 planches (Dessins : Allen Ulmer)

### #2 (Mai 1950)
6.	Cusack the Pirate – 7 planches (Dessins : John Prentice). Prétendument basé sur des évènements réels.
7.	It was the year 25 A.D – 8 planches (Scénario : Jack Oleck / Dessins : Mike Suchorsky). Deuxième épisode d’Alpha.
8.	Pirates on Wheels – 9 planches (Dessins : Lawrence Dressler). Fait partie du "cycle viking".
9.	Philip Ashton was a 15th century English boy – 9 planches (Dessins : Allen Ulmer). Deuxième épisode de Philip Ashton.
10.	Empty Sock – 1 planche (Dessins : Dave Berg). Bande d’humour.
11.	2.000 Pirates at Once – 8 planches. Prétendument basé sur des évènements réels.

### #3 (Juillet 1950)
12.	The Shetland Pirates – 8 planches (Dessins : John Prentice). Prétendument basé sur des évènements réels.
13.	When the Roman Empire was at it's peak – 9 planches (Scénario : Jack Oleck / Dessins : Mike Suchorsky). Troisième épisode d’Alpha.
14.	Blueskin the Pirate – 7 planches.
15.	Pork-Chop the Pirate – 1 planche (Dessins : Dave Berg). Bande d’humour.
16.	Glaf of Battle – 9 planches. Prétendument basé sur des évènements réels. Fait partie du "cycle viking".
17.	It was the time of Columbus – 9 planches (Dessins : Allen Ulmer). Troisième épisode de Philip Ashton.

### #4 (Septembre 1950)
18.	Long Ben the Pirate – 9 planches (Dessins : Art Peddy).
19.	It was a time when the gilded war galleys... – 9 planches (Scénario : Jack Oleck / Dessins : Mike Suchorsky). Quatrième et dernier épisode d’Alpha.
20.	The Pirates of Tripoli – 3 planches
21.	Regin and the Pirate Rovers – 8 planches (Dessins : Lawrence Dressler). Fait partie du "cycle viking".
22.	Lockjaw the Pirate Parrot – 4 planches (Dessins : Dave Berg). Bande d’humour
23.	Sans titre – 9 planches (Dessins : Allen Ulmer). Quatrième et dernier épisode de Philip Ashton.